# Совські млини
Совські млини — втрачені водяні та вітряні млини, що існували на річці Совка та у селі Совки (нині — частина Києва) з XVIII століття. Належали до групи млинів у приміській смузі Києва.

## Історія

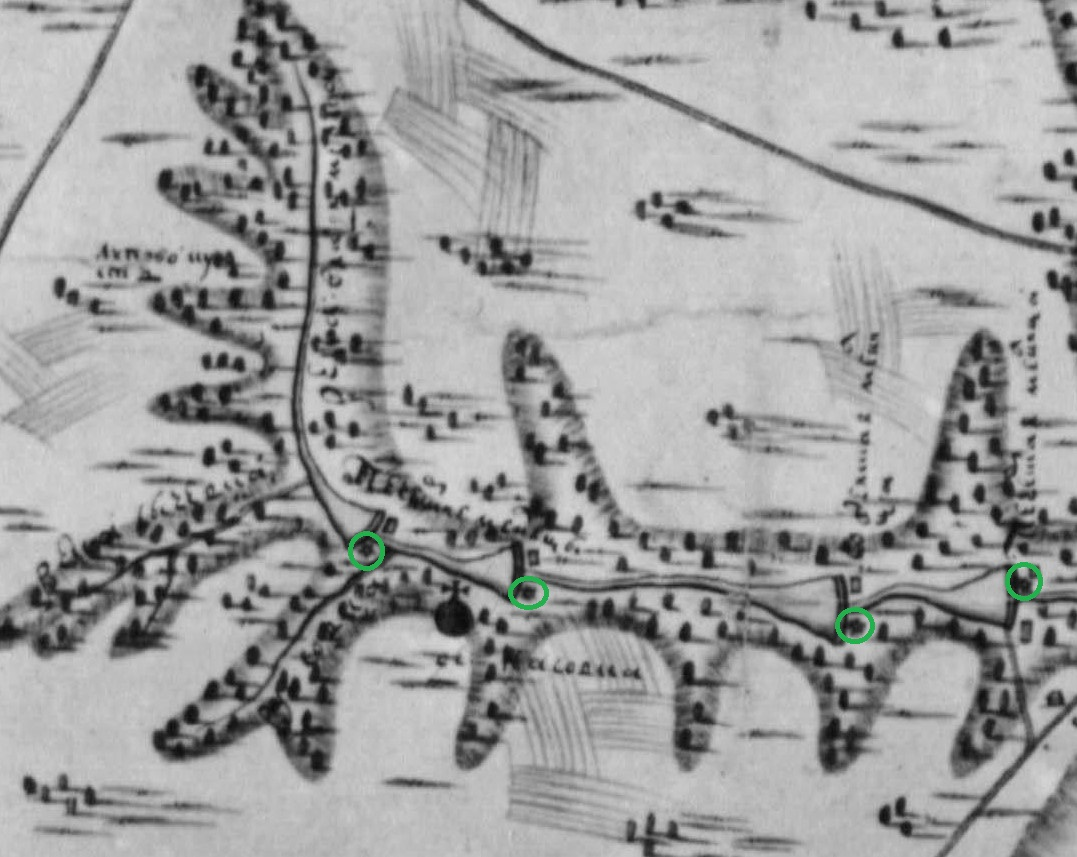
Млини на плані 1753 року

Однією із перших згадок про водяні млини на річці Совка є план околиць Києва 1753 року, складений полковником Де Боскетом. Позначено 4 водяні млини — два Печерські млини у селі Совки і Великий млин та Печерський млин у нижній течії річки. Один із млинів у селі Совки та Печерський млин зникли, ймовірно, ще до середини ХІХ століття.
1847 року землі митрополичої дачі біля Шулявки передали військовому відомству під будівництво Кадетського корпусу. Натомість Києво-Софійський митрополичий дім 1850 року отримав землі навколо села Совки площею 280 десятин, зокрема і водяний млин на річці. Саме цей водяний млин на річці Солоний ставок, притоці Совки, згадано у праці «Медико-топографическое описание государственных имуществ Киевского округа …» (1854) Домініка де ля Фліза.

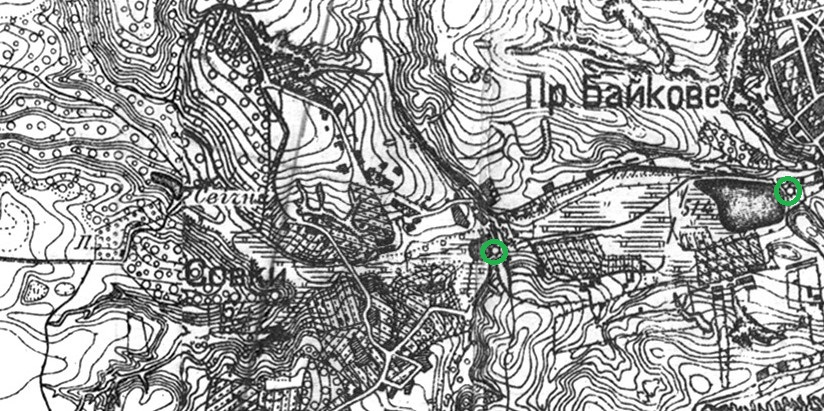
Млини на карті 1897/1918 років

Два водяні млини на річці Совка зафіксовано на топографічній карті 1897/1918 років — один безпосередньо у селі Совки, інший — у Деміївці, на місці давнього Великого млина.
У документі «Список власників млинів, кузень та інших підприємств за 1907 рік» у селі Совки зафіксовано вітряк Андрія Лукашенка.

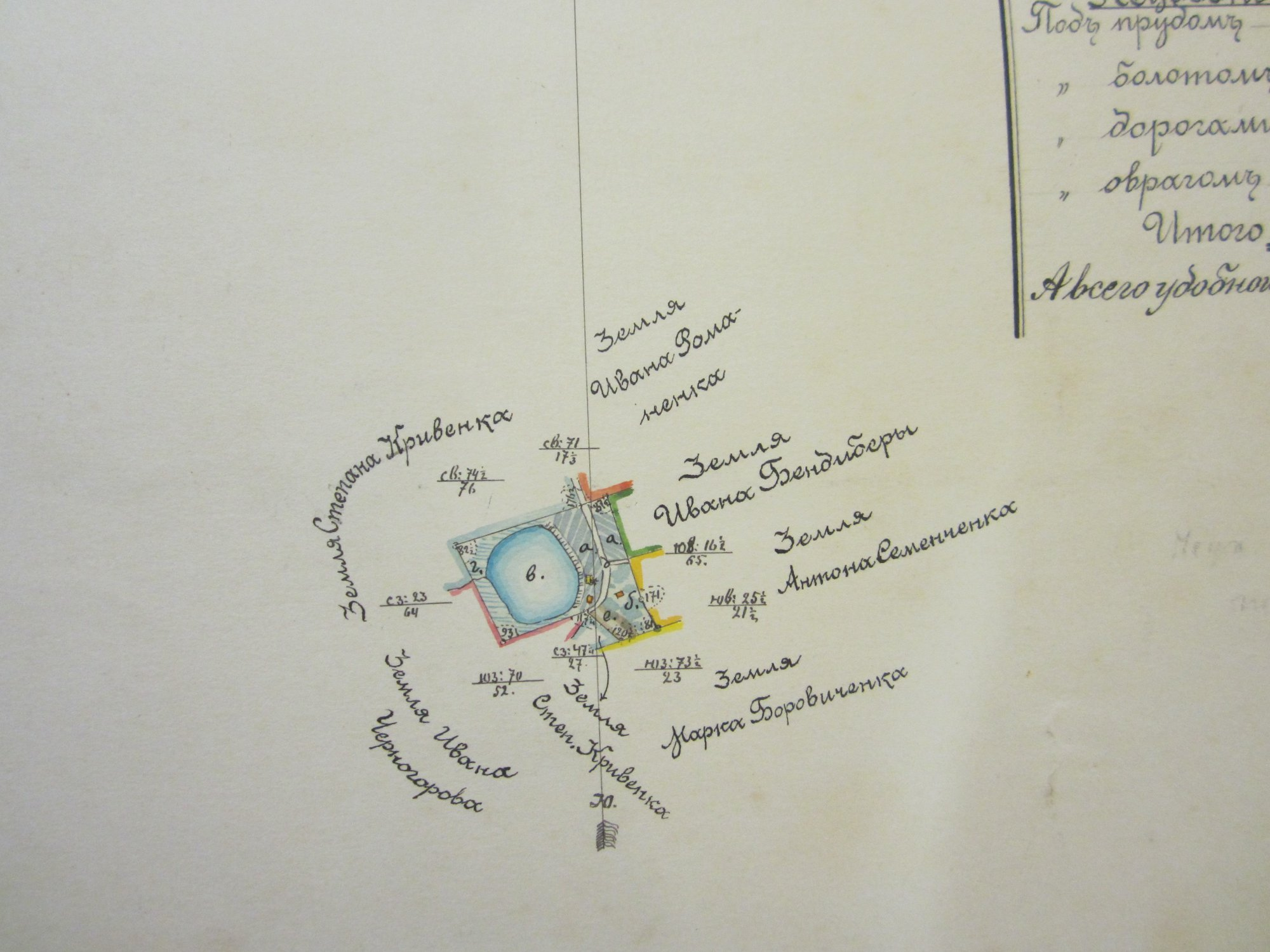
План Совського млина, 1909 рік

План Совського млина, складений 13 червня 1909 роком землеміром Валерієм Бошно (на плані позначено як жовту споруду на греблі) позначає млин серед навколишньої місцевості. 1916 року Києво-Софійський митрополичий дім здав у оренду Совський млин міщанину Я. Єгорову
Час зникнення більшості млинів невідомий. Ймовірно, це сталося у 1920-х роках. На топографічній карті 1932 року млини та вітряк не позначено. Невідомі і зображення або фото жодного із млинів.

## Локалізація млинів на сучасній місцевості
Топографічна карта 1897/1918 років зафіксувала два водяні млини — один на місці перетину сучасних проспекту Валерія Лобановського та Холодноярської вулиці, інший — там, де ЖК The lakes (Ясинуватський пров., 11). Вітряк стояв на місці будинків №91 та 93 по вулиці Каменярів.